# Echinomastus
Echinomastus (que significa "pit espinós") és un gènere de cactus. Són nadius d'Amèrica del Nord, del sud de Estats Units i Mèxic.

## Taxonomia
El gènere va ser descrit per Britton & Rose i publicat a The Cactaceae; descriptions and illustrations of plants of the cactus family 3: 147–148, a l'any 1922.
Etimologia
Echinomastus: nom genèric derivat de les paraules gregues: "έχίνος" (echinos) per a "eriçons" i "μαοτός" (pals) per "cofre" Es refereix a les berrugues espinoses del cos de la planta.

## Espècies
- Echinomastus dasyacanthus
- Echinomastus durangensis
- Echinomastus erectocentrus (J.M.Coult.) Britton & Rose (Syn.: Echinomastus acunensis W.T.Marshall): 
  - Echinomastus erectocentrus var. acunensis (W.T.Marshall) Bravo
  - Echinomastus erectocentrus var. erectocentrus (Syn.: Echinocactus erectocentrus J.M.Coult., Neolloydia erectocentra (J.M.Coult.) L.D.Benson, Sclerocactus erectocentrus (J. M. Coult.) N.P.Taylor)
- Echinomastus gautii (L.D.Benson) Mosco & Zanov. (Syn.: Neolloydia gautii L.D.Benson, Neolloydia smithii auct., Turbinicarpus gautii (L.D.Benson) A.D.Zimm.)
- Echinomastus hispidus Donati & Zanovello
- Echinomastus intertextus
- Echinomastus johnsonii (Parry) Baxter
- Echinomastus laui Frank et Zecher
- Echinomastus mariposensis (Syn.: Echinocactus mariposensis (Hester) Weniger, nom. inval., Neolloydia mariposensis (Hester) L.D.Benson, Sclerocactus mariposensis (Hester) N.P.Taylor)
- Echinomastus unguispinus
- Echinomastus warnockii (Benson) Glass et Foster